# رقصة شندونغ

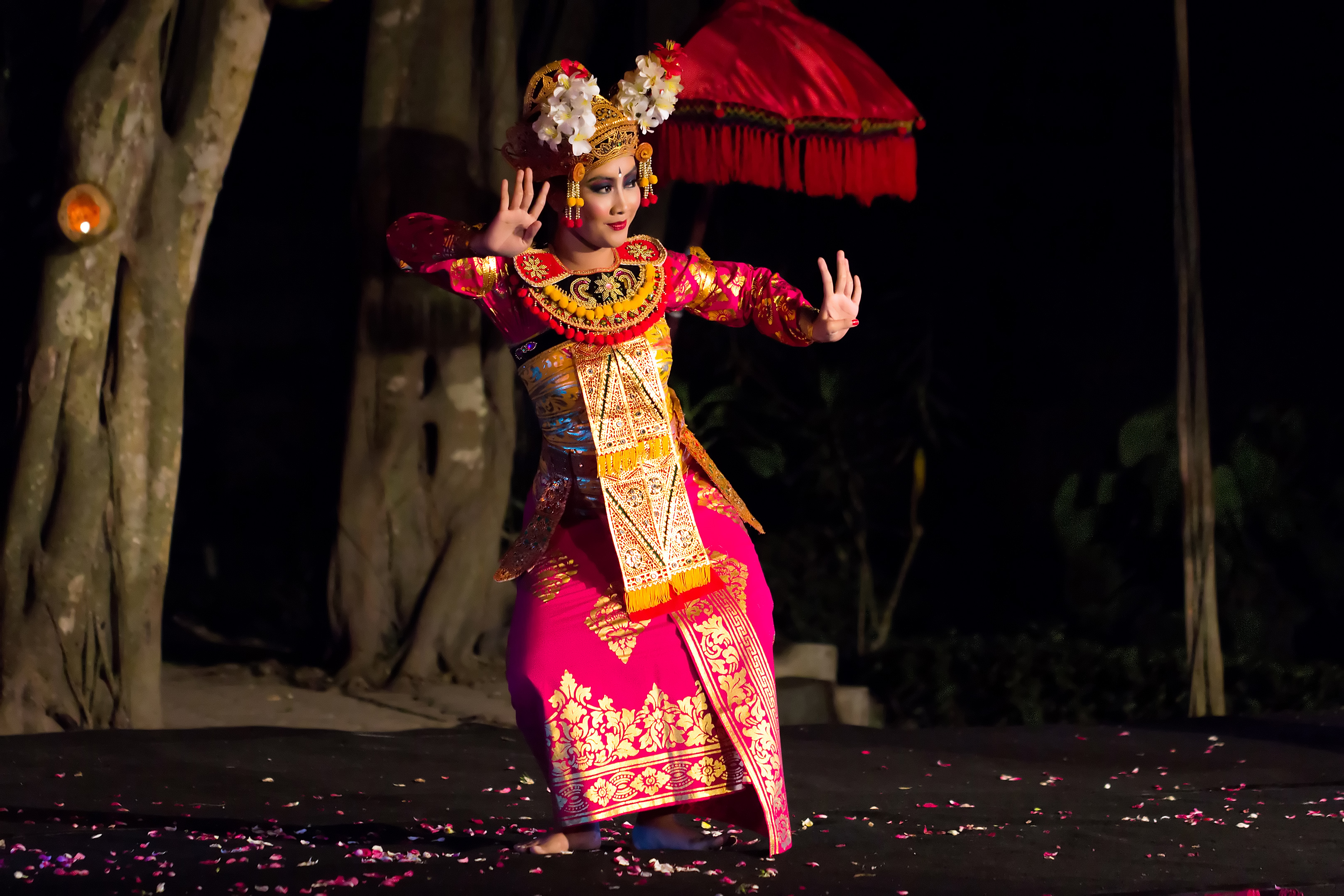
راقصة شندونغ

رقصة شندونغ (بالإندونيسية: Condong)‏هي رقصة بالينيزية، تُعتبر رقصة تمهيدية لرقصة ليجونج، وعادةً ما تكون مصحوبة بسيمار بانجولينجان غاميلان. ظهرت هذه الرقصة في مقاطعة بالي الإندونيسة في منتصف القرن التاسع عشر، ويعتبر مخترع هذه الرقصة مجهول الهوية، ولكن يشير التاريخ الشعبي إلى أن أحد أمراء سوكاواتي أثناء اشتداد المرض عليه، رأى رؤية فيها اثنتين من الفتيات الجميلات يرقصن هذه الرقصة مصحوبة بالغاميلان، وعندما استعاد صحته، قام ببدء تطبيق هذه الرقصة.